# Travná

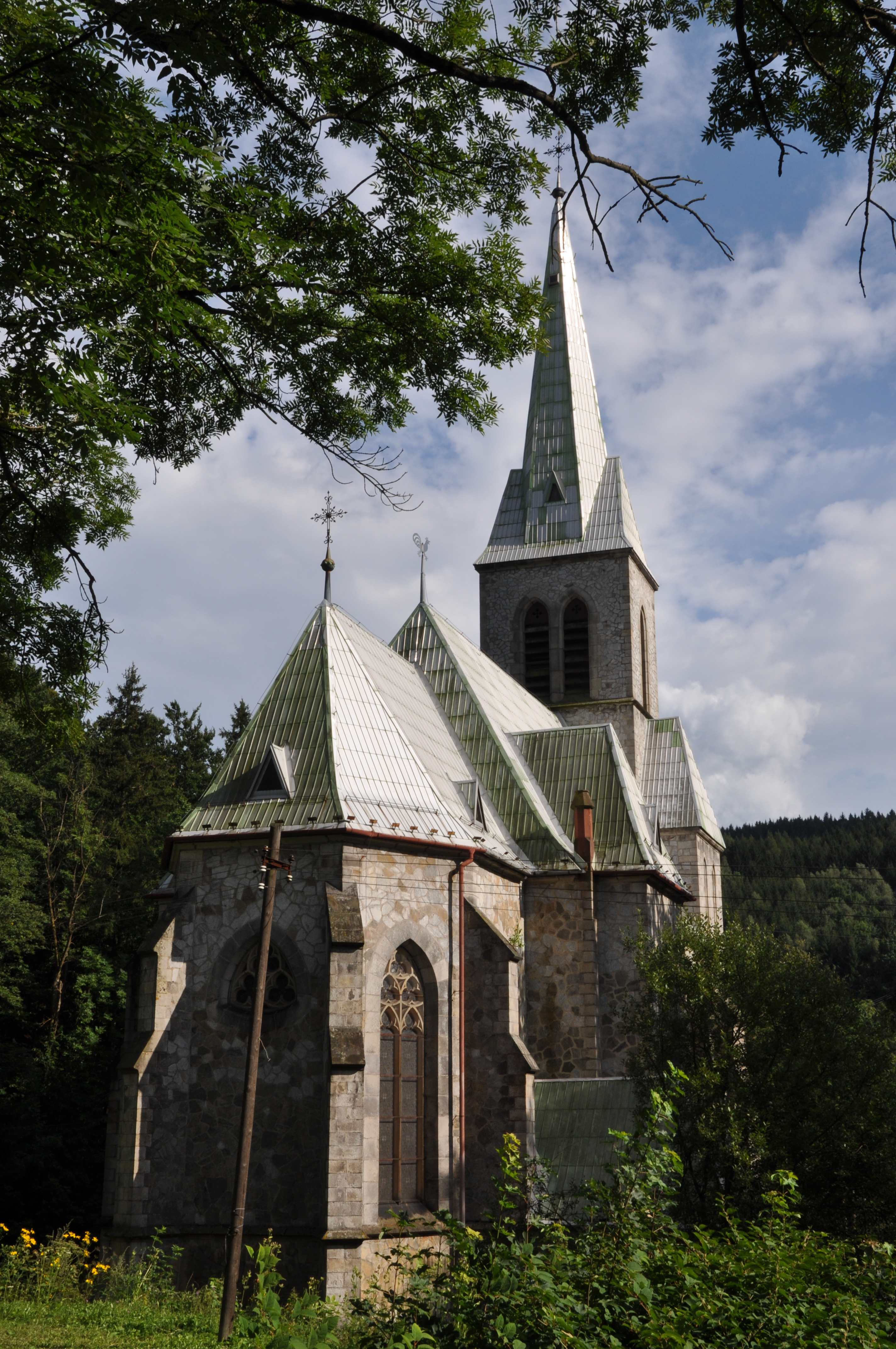
Kirche der Unbefleckten Empfängnis

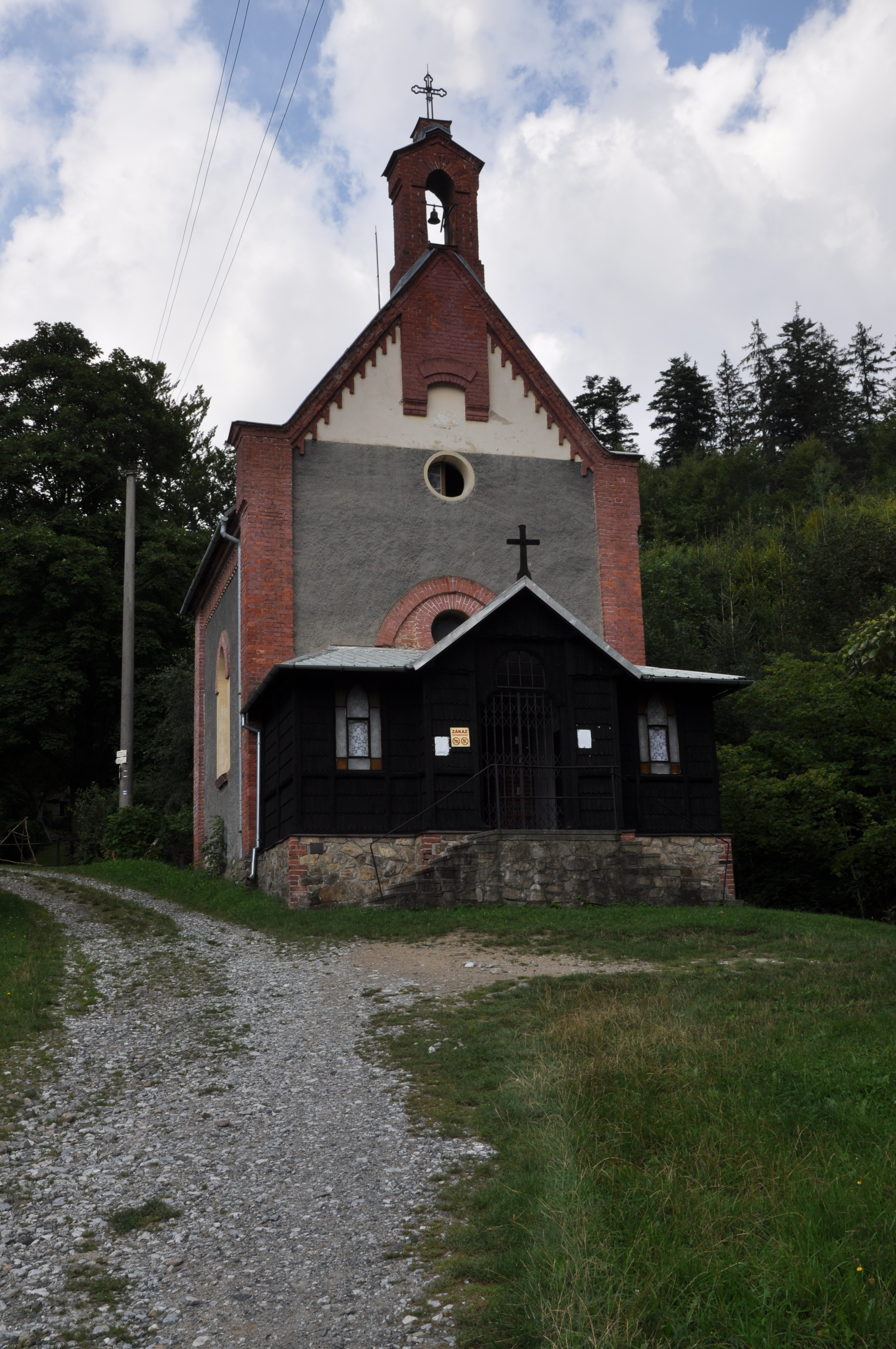
Kapelle der Jungfrau von La Salette

Travná, bis 1948 Krutvald (deutsch Krautenwalde), ist ein Ortsteil der Gemeinde Javorník im Okres Jeseník in Tschechien. Es gehört zur Region Olomoucký kraj und liegt im Reichensteiner Gebirge.

## Geographie
Travná liegt fünf Kilometer südwestlich von Javorník in der Travenská hornatina (Krautenwalder Bergland) an der Grenze zu Polen. Über den Krautenwalder bzw. Landecker Pass (polnisch Przełęcz Lądecka, tschechisch Travenské sedlo), der das Reichensteiner Gebirge überquert, wird der Kurort Lądek-Zdrój im Glatzer Land erreicht.
Nachbarorte sind Bílá Voda im Norden, Javorník im Nordosten, Uhelná im Osten, Červený Důl und Nové Vilemovice (Neu Wilmsdorf) im Südosten und Zálesi im Süden. Jenseits der Grenze zu Polen liegen Lądek-Zdrój sowie Stójków im Südwesten und Stary Gierałtów im Süden.

## Geschichte
„Cruthwalde“ gehörte zunächst zum Herzogtum Breslau und gelangte später zum Neisser Bistumsland, in dem ab 1290 die Breslauer Bischöfe neben der geistlichen auch die weltliche Macht ausübten. Es lag an der südwestlichen Grenze des Fürstentums, die hier an das Glatzer Land und damit unmittelbar an Böhmen grenzte. Erstmals erwähnt wurde es 1296, als der Schweidnitzer Herzog Bolko I. einen Zoll für „Crutwalde“ auflegte. Dabei spielte vermutlich eine Rolle, dass er die den Bischöfen vom Breslauer Herzog Heinrich IV. gewährte Landeshoheit über das Fürstentum Neisse nicht anerkennen wollte. Um 1300 war das Dorf im Besitz des Ritters Heinrich von Waldau, dem auch das benachbarte Neu Wilmsdorf (Nové Vilemovice) gehörte. Für das Jahr 1310 ist die Schreibweise „Cruthenwalde“ belegt. Zusammen mit den Dörfern Setzdorf, Domsdorf und Gurschdorf gehörte es damals zur Herrschaft Friedeberg, die wie die benachbarte Burg Kaltenstein dem Schutz der Grenze gegenüber Böhmen diente.
Wie das Fürstentum Neisse gelangte Cruthwalde 1342 unter Bischof Preczlaw von Pogarell als ein Lehen an die Krone Böhmen, die ab 1526 die Habsburger innehatten. 1425 gehörte Crutenwalde zum Bezirk Weidenau, wobei die Dienste an die Burg Jauernig zu leisten waren. Als 1358 Bischof Pogarell von den Brüdern Heinczco und Wenzeslaus von Haugwitz die Burg Friedeberg erwarb, gehörte zu deren Zubehör u. a. auch das Dorf Krautenwalde. 1373 verkaufte der Scholze Cunczco seine Krautenwalder Scholtisei dem Andreas von Gostitz. Nach 1579 gehörte Krautenwalde den Herren von Ottmann. Die Matriken wurden seit 1686 vor Ort geführt. Nach dem Ersten Schlesischen Krieg, in dem 1742 fast ganz Schlesien an Preußen fiel, musste auch das Fürstentum Neisse geteilt werden. Krautenwalde verblieb mit dem Süden des Bistumslandes bei Böhmen und unterstand weiterhin dem Bistum Breslau.
Nach der Aufhebung der Patrimonialherrschaften bildete Krautenwalde ab 1850 eine Gemeinde in der Bezirkshauptmannschaft Freiwaldau. 1855 wurde die Gemeinde dem Bezirk Jauernig und ab 1868 dem Bezirk Freiwaldau zugeordnet. Im Jahre 1883 entstand mit Krautenvald erstmals eine tschechische Form des Ortsnamens.
1918 fiel es an die Tschechoslowakei und erhielt 1921 die amtliche Ortsbezeichnung Krutvald. Nach dem Münchner Abkommen wurde die Gemeinde 1938 dem Deutschen Reich zugeschlagen und gehörte bis 1945 zum Landkreis Freiwaldau. 1939 betrug die Einwohnerzahl 375. Nach dem Zweiten Weltkrieg wurde die überwiegend deutsche Bevölkerung vertrieben. Dadurch fiel die Einwohnerzahl auf 136 im Jahre 1947. 1948 wurde Krutvald zunächst in Travný umbenannt, dieser Name wurde noch im gleichen Jahr auf Travná geändert. 1950 verlor Travná seine Eigenständigkeit und wurde nach Zálesi eingemeindet. Mit diesem zusammen wurde Travná 1960 an Javorník angeschlossen. Im selben Jahr wurde der Ort Teil des Okres Šumperk, seit 1996 ist er wieder Teil des wiedererrichteten Okres Jesenik.

## Sehenswürdigkeiten
- Neugotische Kirche der Unbefleckten Empfängnis, erbaut 1878–1882 im Auftrag des Breslauer Fürstbischofs Heinrich Förster nach Plänen von Friedrich Schmidt; die Orgel ist ein Werk von Franz Rieger & Söhne.
- Kapelle der Jungfrau von La Salette und Kreuzweg im Mariengrund, errichtet 1851.

## Persönlichkeiten
- Valentin Krautwald (um 1490–1545), Theologe und Humanist